# Kostel svatého Michala Archanděla (Dražovce)
Kostel svatého Michala Archanděla se nachází na skalnatém kopci nad obcí Dražovce, nyní městskou částí Nitry. Je zasvěcen svatému Michalovi archanděli. Kostel je slovenskou národní kulturní památkou.
Pochází z 11. století a představuje typ románského emporového kostela s jednolodním prostorem ukončeným půlkruhovou apsidou. Jeho dnešní stav je po památkové obnově z let 1993–1999. V současnosti se zde slouží mše svatá každoročně 29. září v den svátku sv. Michala Archanděla. Kostelík byl vyobrazen na slovenské 100 korunové bankovce (1941–1945) a 50 korunové bankovce (1993–2009).

## Legenda
Ke kostelíku se váže i legenda, která se vyprávěla mezi lidmi z Dražovec. Prý v jeden den, kdy kostelník uklízel kostel, najednou ho osvětlila velká záře. Když se podíval na místo oltáře, uviděl tam Pannu Marii, držící děťátko. Tato zjevení se stále opakovala a vesničané si to nevěděli vysvětlit. Až jednou jeden pastýř, který v okolí kostela pásl své stádo, zaslechl zvláštní hudbu vycházet z kostelíka. Když k němu doběhl a nahlédl dovnitř, uviděl tam postavu Panny Marie jako smutně ukazuje na otlučené stěny s opadanou omítkou a polorozpadlou střechu. Vesničané si v tom zhrozeně uvědomili, že kostelík nechali zchátrat. Okamžitě začali s opravami a od té doby se o něj pravidelně starají.

## Galerie

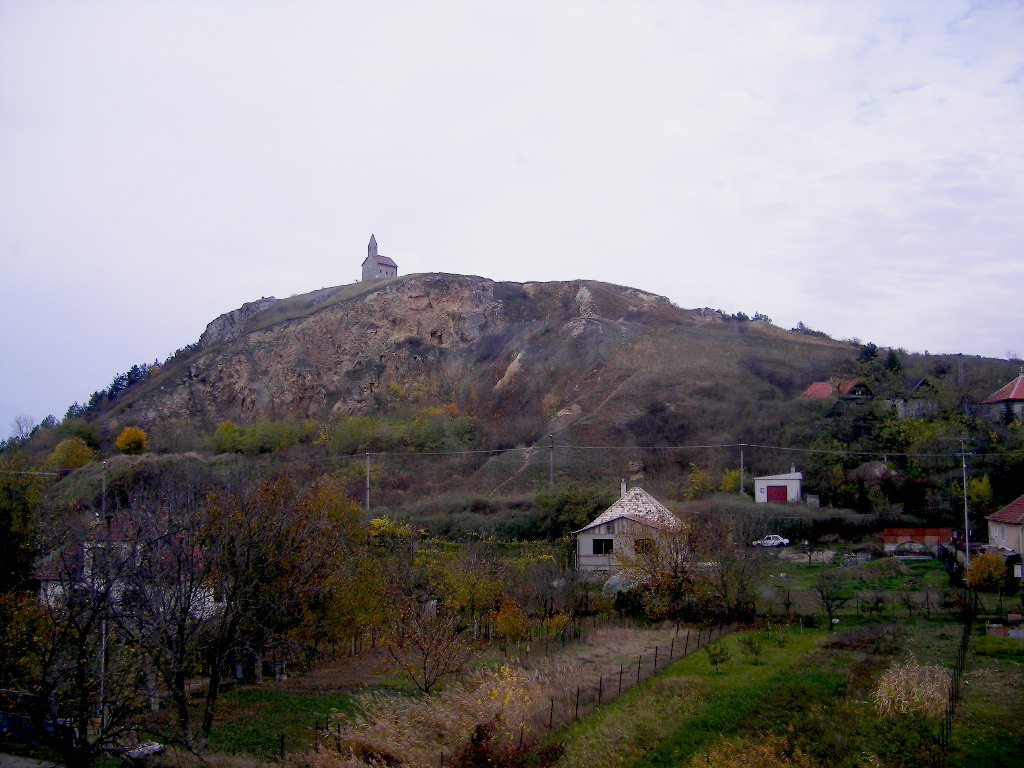
Kopec s kostelem
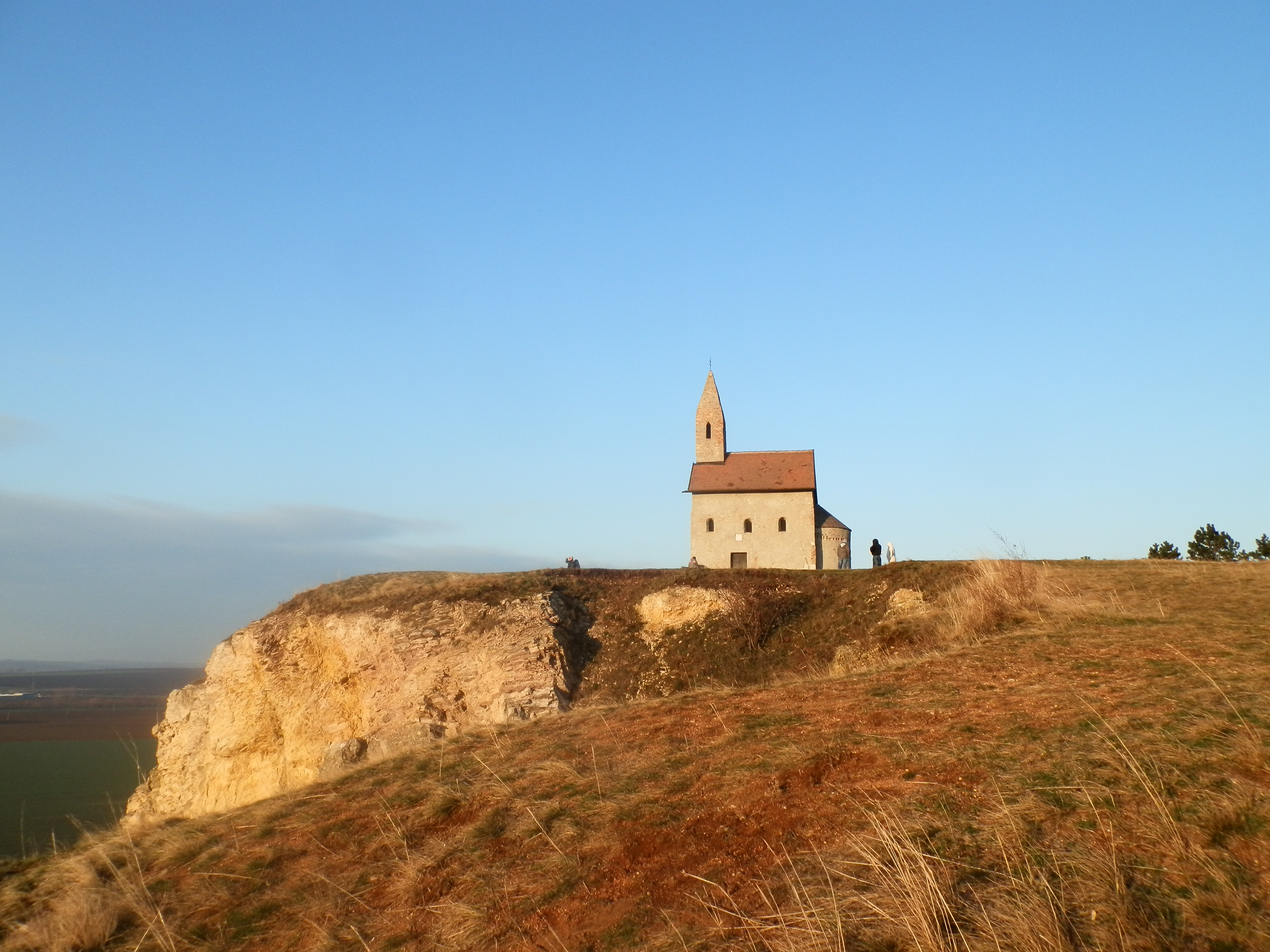
Kostel a okolí
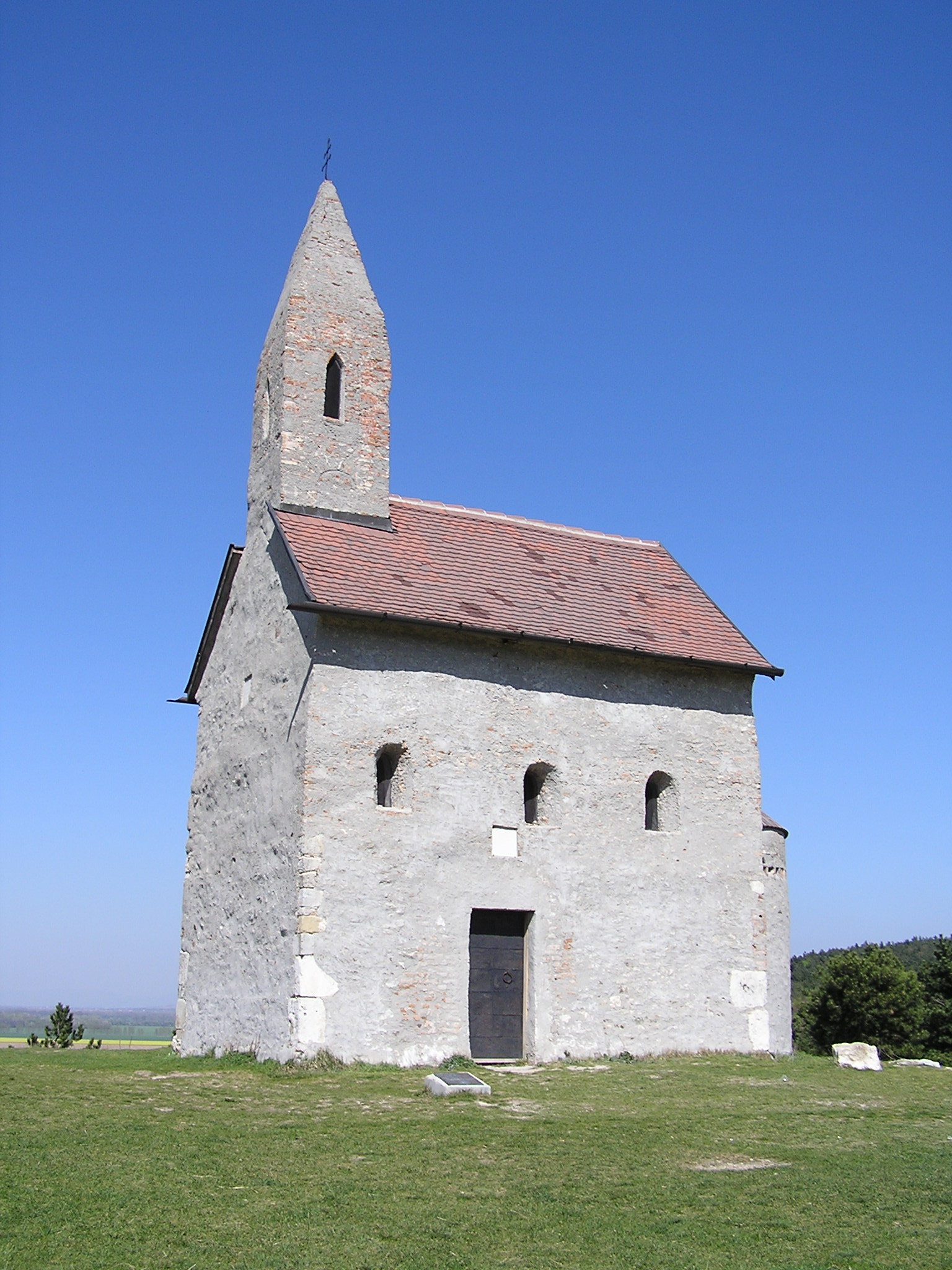
Kostel zblízka
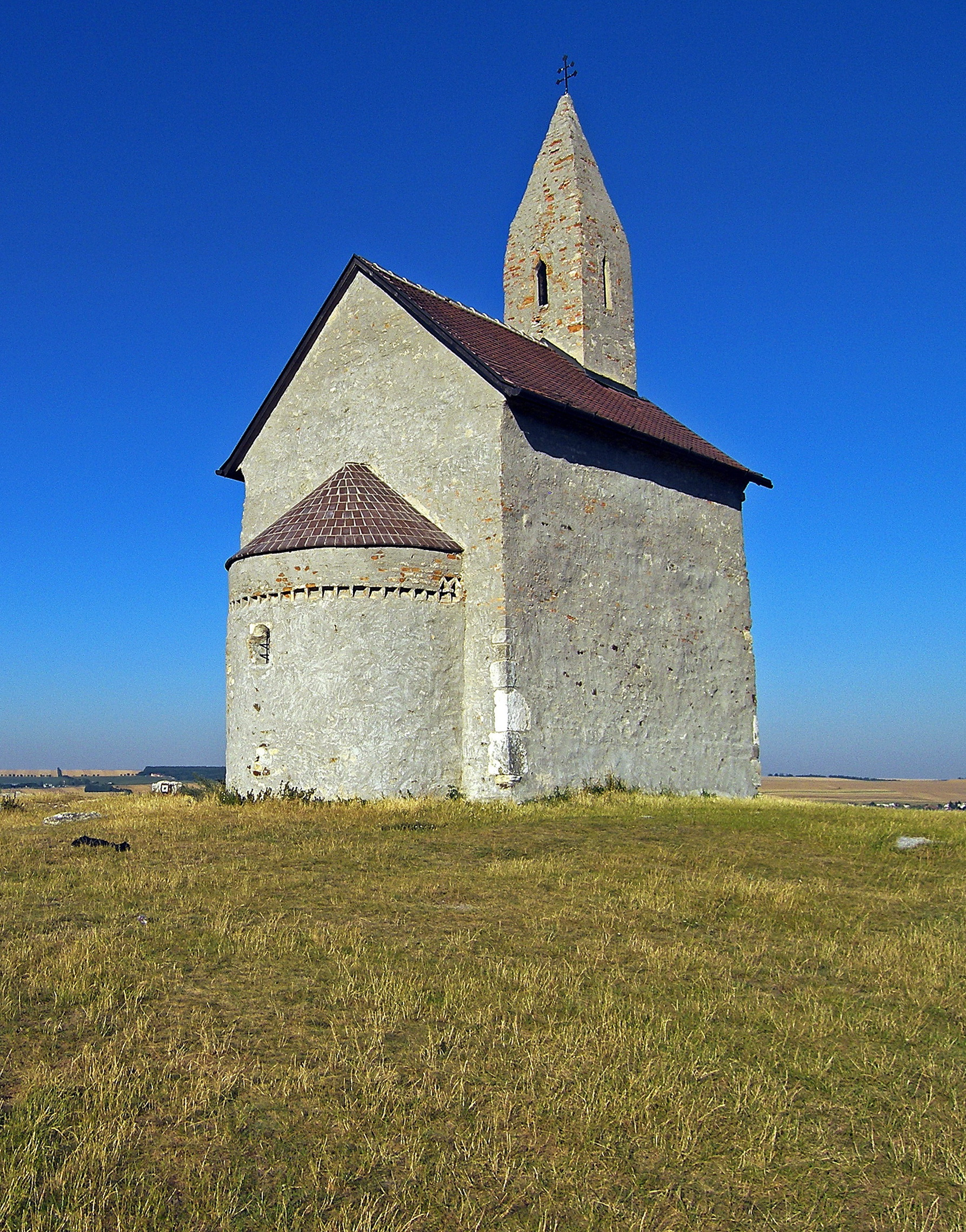
Pohled z opačné strany
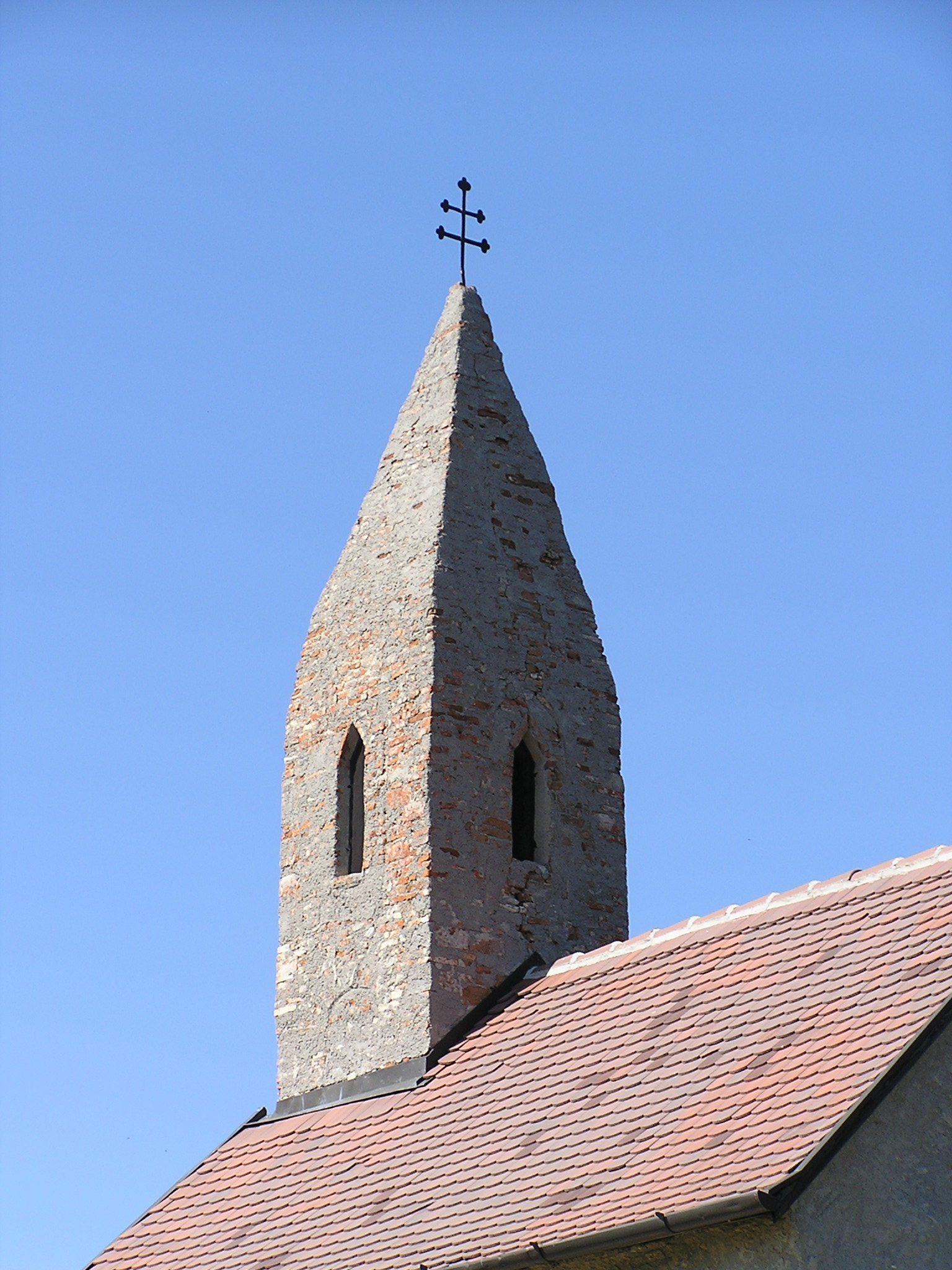
Detail věže
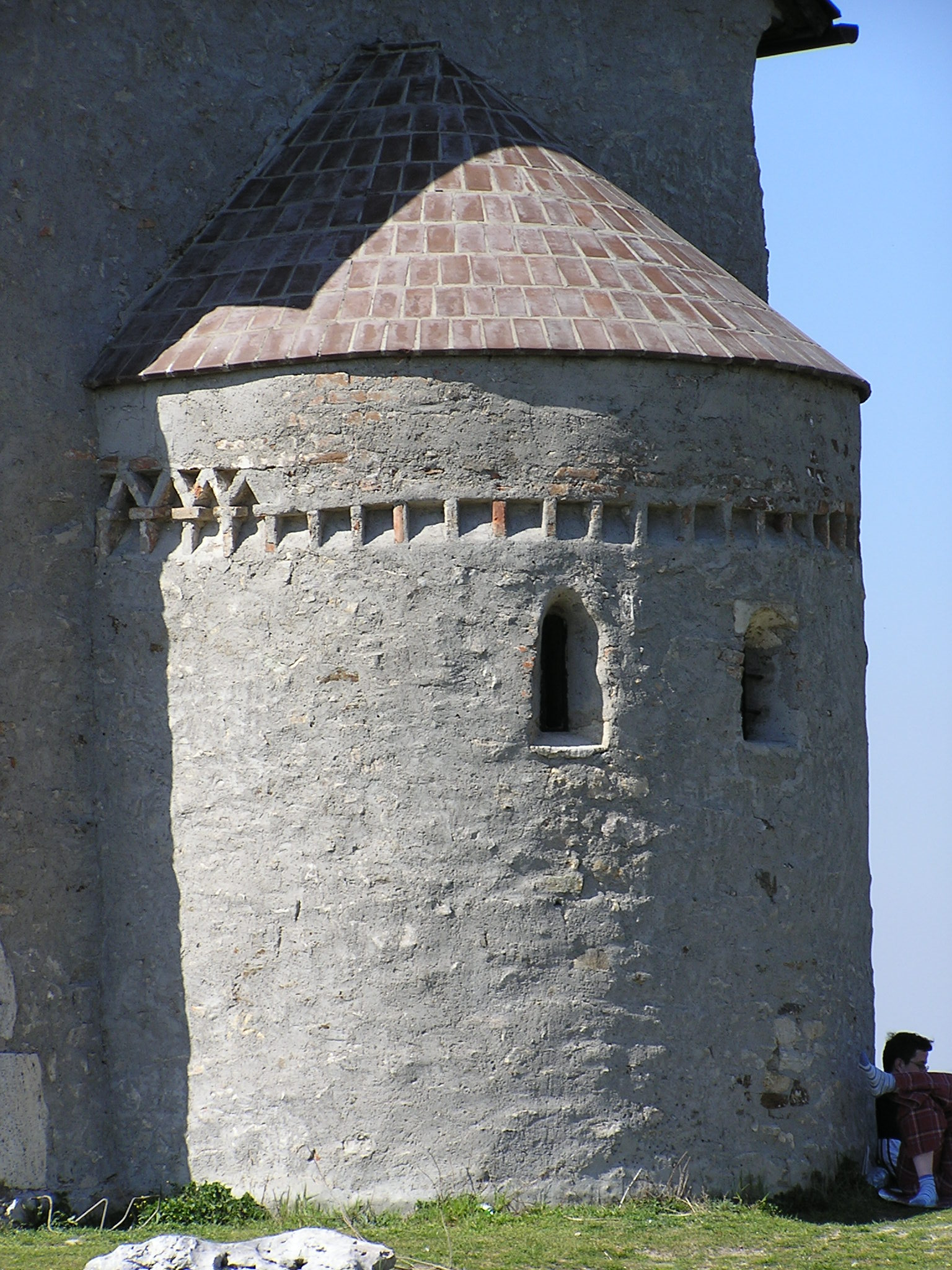
Apsida